# Браун, Сара (музыкант)
Сара Браун (англ. Sarah Brown, также Сестра Сара Браун (англ. Sister Sarah Brown); род. 30 сентября 1951, Чикаго, Иллинойс, США) — американская блюзовая бас-гитаристка и певица, автор песен. Четырёхкратный номинант Blues Music Awards в номинации «Блюзовый бас-гитарист» (1996—1999).

## Биография
Сара Браун родилась в Чикаго в семье профессора русской литературы Мичиганского университета. По материнской линии Сара Браун является прямым потомком Джона Огастина Вашингтона (англ. John Augustine Washington), младшего брата первого президента США Джорджа Вашингтона .
С 6 лет росла в Анн-Арбор, с детства обучалась игре на виолончели. В 1964 году, под впечатлением от The Beatles, которых она увидела в Шоу Эда Салливана, переключилась на бас-гитару. В 1965 году, когда она впервые увидела Бадди Гая, она открыла для себя блюз. Как вспоминала сама Браун: «Я пошла обратным путем, открывая для себя блюз…Из-за The Beatles я узнала о Чаке Берри, а оттуда я нашла Chess Records и мир блюза» .
По окончании школы переехала в Бостон, где в течение года училась в музыкальном колледже Беркли, но бросив колледж, вернулась Анн-Арбор, где стала выступать с различными группами. Уже в 1973 году она записалась на сингле группы The Vipers (в её составе играла ставшая известной в будущем барабанщица Фрэн Кристина). Она получила признание как профессиональный музыкант, и ещё в 20-летнем возрасте гастролировала по США с Биг Уолтером Хортоном, Джеффом Малдором, группой the Rhythm Rockers, и собственной группой the Hipshakes; в 1981 году записалась в альбоме Санниленда Слима Just You And Me. В 1982 году она гастролировала в Европе с гитаристом Джей Би Хатто.  
В 1982 году по возвращении с гастролей, переехала в Остин, штат Техас, и стала играть в Leroi Brothers, домашней группе клуба Antone's, и осталась там на четыре десятилетия . Работа в клубе позволила ей выступать на сцене с приглашавшимися звёздами блюза, такими как Альберт Коллинз, Бадди Гай, Отис Раш, Джеймс Коттон, Доктор Джон, Мемфис Слим и Эрл Кинг. 
В 1996 году Сара Браун выпустила свой единственный сольный альбом Sayin' What I'm Thinkin', гостями в котором записались Марша Болл и Лу Энн Бартон. После выхода альбома Сара Браун была номинирована на звание лучшего бас-гитариста Blues Music Awards.
Выступает и записывается по настоящее время (2025 год). В 2017 году после экстренной операции по удалению желчного пузыря, гитаристке был диагностирован первичный склерозирующий холангит, требующий пересадки печени. Блюзовые музыканты, в числе которых был Джимми Вон, провели благотворительный концерт по сбору средств для Сары Браун.  
Среди тех, у кого в альбомах Сара Браун записалась как сайдмен такие имена как Джо Луис Уокер, Джеймс Коттон, Мемфис Слим, Эрл Кинг, Лонг Джон Хантер, Гитар Шорти, Сью Фоули, Лейзи Лестер. Песни авторства Сары Браун записывали Марша Болл, Лавелль Уайт, Джо Луис Уокер

## Дискография
- 1996: Sayin' What I'm Thinkin' (Blind Pig Records)